# Hedvig af Slesvig-Holsten-Gottorp
Hedvig af Slesvig-Holsten-Gottorp (23. december 1603 – 22. marts 1657) var en dansk-tysk prinsesse, der var pfalzgrevinde af Pfalz-Sulzbach fra 1620 til 1632. Hun var datter af hertug Johan Adolf af Slesvig-Holsten-Gottorp og blev gift med August, pfalzgreve af Pfalz-Sulzbach i 1620.

## Biografi
Hedvig blev født den 23. december 1603 på Gottorp Slot ved Slesvig som det femte barn og tredje datter af hertug Johan Adolf af Gottorp i hans ægteskab med Augusta af Danmark. Den 15. juli 1620 blev hun gift på moderens enkesæde Husum Slot med August, pfalzgreve af Pfalz-Sulzbach (1582–1632).
August og Hedvig fik syv børn. Christian August, pfalzgreve af Pfalz-Sulzbach var den ældste af de overlevende sønner. Han blev regerende greve af Pfalz-Sulzbach i 1632, og han blev hertug af Pfalz-Sulzbach i 1656. Tipoldesønnen Karl Theodor af Pfalz-Sulzbach blev kurfyrste af både Kurpfalz og af Bayern.
Pfalzgreve August døde den 14. august 1632 i Neuburg an der Donau i Oberbayern. Pfalzgrevinde Hedvig overlevede sin mand med 25 år og døde den 22. marts 1657 i Nürnberg.